# Beyond Skyline
Beyond Skyline és una pel·lícula d'acció de ciència-ficció nord-americana del 2017 escrita, coproduïda i dirigida per Liam O'Donnell en el seu debut com a director. És protagonitzada per Frank Grillo, Bojana Novakovic, Jonny Weston, Iko Uwais, Callan Mulvey, Yayan Ruhian, Pamelyn Chee, Betty Gabriel i Antonio Fargas. És una seqüela de la pel·lícula Skyline del 2010, ambientada al mateix temps que els esdeveniments de la primera pel·lícula.
La pel·lícula es va estrenar el 15 de desembre de 2017 als Estats Units per Vertical Entertainment. A diferència del seu predecessor criticat, Beyond Skyline va rebre crítiques diverses, amb diversos crítics que ho van qualificar de millora respecte a l'original. Ha estat subtitulada al català.

## Repartiment
- Frank Grillo[2] com Mark Corley, un detectiu, pare de Trent i pare adoptiu de Rose
- Bojana Novakovic com a Audrey, una treballadora de trànsit de Los Angeles
- Jonny Weston com a Trent Corley, el fill separat de Mark i germà adoptiu de Rose[3]
- Callan Mulvey com a Harper, un metge de la resistència humana
- Iko Uwais com a Sua, la líder d'una resistència humana subterrània[4]
- Pamelyn Chee com a Kanya, la germana de la Sua
- Yayan Ruhian[5] com a Huana, líder de la milícia
- Betty Gabriel com a Jones, un policia de Los Angeles
- Antonio Fargas com a Sarge, un home cec sense sostre
- Jacob Vargas com a Garcia, un agent de policia i amic de Mark